# Reza Asadi
Reza Asadi (Gorgan, 17 gennaio 1996) è un calciatore iraniano, centrocampista del Sepahan e della nazionale iraniana.

## Carriera

### Club
Ha giocato nella massima serie iraniana e in quella austriaca.

### Nazionale
Fa il suo esordio in nazionale maggiore il 23 marzo 2023, in occasione dell'amichevole pareggiata 1-1 contro la Russia.
Segna il suo primo gol il 13 giugno successivo, nel rocambolesco 6-1 contro l'Afghanistan valevole per il primo turno della CAFA Nations Cup 2023.

## Statistiche

### Cronologia presenze e reti in nazionale
| Cronologia completa delle presenze e delle reti in nazionale ― Iran | Cronologia completa delle presenze e delle reti in nazionale ― Iran | Cronologia completa delle presenze e delle reti in nazionale ― Iran | Cronologia completa delle presenze e delle reti in nazionale ― Iran | Cronologia completa delle presenze e delle reti in nazionale ― Iran | Cronologia completa delle presenze e delle reti in nazionale ― Iran | Cronologia completa delle presenze e delle reti in nazionale ― Iran | Cronologia completa delle presenze e delle reti in nazionale ― Iran |
| Data                                                                | Città                                                               | In casa                                                             | Risultato                                                           | Ospiti                                                              | Competizione                                                        | Reti                                                                | Note                                                                |
| ------------------------------------------------------------------- | ------------------------------------------------------------------- | ------------------------------------------------------------------- | ------------------------------------------------------------------- | ------------------------------------------------------------------- | ------------------------------------------------------------------- | ------------------------------------------------------------------- | ------------------------------------------------------------------- |
| 23-3-2023                                                           | Teheran                                                             | Iran                                                                | 1 – 1                                                               | Russia                                                              | Amichevole                                                          | -                                                                   | 72’                                                                 |
| 28-3-2023                                                           | Teheran                                                             | Iran                                                                | 2 – 1                                                               | Kenya                                                               | Amichevole                                                          | -                                                                   | 90’ 90+1’                                                           |
| 13-6-2023                                                           | Biškek                                                              | Iran                                                                | 6 – 1                                                               | Afghanistan                                                         | CAFA Nations Cup 2023 - 1º turno                                    | 1                                                                   | 67’ 83’                                                             |
| 16-6-2023                                                           | Biškek                                                              | Kirghizistan                                                        | 1 – 5                                                               | Iran                                                                | CAFA Nations Cup 2023 - 1º turno                                    | -                                                                   | 62’                                                                 |
| 16-11-2023                                                          | Teheran                                                             | Iran                                                                | 4 – 0                                                               | Hong Kong                                                           | Qual. Mondiali 2026                                                 | -                                                                   | 74’                                                                 |
| 21-11-2023                                                          | Tashkent                                                            | Uzbekistan                                                          | 2 – 2                                                               | Iran                                                                | Qual. Mondiali 2026                                                 | -                                                                   | 90+4’                                                               |
| 5-1-2024                                                            | Kish Island                                                         | Iran                                                                | 2 – 1                                                               | Burkina Faso                                                        | Amichevole                                                          | -                                                                   | 46’                                                                 |
| 9-1-2024                                                            | Al Rayyan                                                           | Iran                                                                | 5 – 0                                                               | Indonesia                                                           | Amichevole                                                          | -                                                                   | 46’                                                                 |
| 23-1-2024                                                           | Al Rayyan                                                           | Iran                                                                | 2 – 1                                                               | Emirati Arabi Uniti                                                 | Coppa d'Asia 2023 - 1º turno                                        | -                                                                   | 85’                                                                 |
| 7-2-2024                                                            | Doha                                                                | Iran                                                                | 2 – 3                                                               | Qatar                                                               | Coppa d'Asia 2023 - Semifinale                                      | -                                                                   | 90+8’                                                               |
| Totale                                                              |                                                                     | Presenze                                                            | 10                                                                  |                                                                     | Reti                                                                | 1                                                                   |                                                                     |

## Palmarès

### Club
- Coppa dell'Iran: 2

Naft Teheran: 2016-2017
Tractor Sazi: 2019-2020
- Supercoppa d'Iran: 1

Sepahan: 2024

### Nazionale
- CAFA Nations Cup: 1

2023